# Kuchary-Skotniki
Kuchary-Skotniki – wieś sołecka w Polsce położona w województwie mazowieckim, w powiecie płońskim, w gminie Czerwińsk nad Wisłą.
| SIMC    | Nazwa                    | Rodzaj    |
| ------- | ------------------------ | --------- |
| 1060257 | Kuchary-Skotniki-Parcele | część wsi |
| 1060323 | Ostrowa                  | część wsi |

Za Królestwa Polskiego istniała gmina Kuchary. W latach 1960–1972 wieś należała i była siedzibą władz gromady Kuchary-Skotniki. W latach 1975–1998 miejscowość administracyjnie należała do województwa płockiego.
We wsi znajduje się niedawno odrestaurowany dwór z XVIII w. oraz przynależący do niego park.